# Campeonato Uruguayo de Primera División 1928
El Campeonato Uruguayo 1928 constituyó el 26.º torneo de primera división del fútbol uruguayo organizado por la AUF.
El torneo consistió en un campeonato a dos ruedas de todos contra todos. En él participaron 16 equipos, coronándose campeón el Club Atlético Peñarol por octava vez en su historia.

## Equipos participantes

### Relevos temporada anterior
| Club  | Ascendido como                     |
| ----- | ---------------------------------- |
| Colón | Campeón Divisional Intermedia 1927 |

| Club             | Descendido como              |
| ---------------- | ---------------------------- |
| Central          | 16° Campeonato Uruguayo 1927 |
| Solferino        | 17° Campeonato Uruguayo 1927 |
| Rosarino Central | 18° Campeonato Uruguayo 1927 |
| Belgrano         | 19° Campeonato Uruguayo 1927 |
| Universal        | 20° Campeonato Uruguayo 1927 |

### Datos de los equipos
| Club                 | Ciudad     | Estadio             | Capacidad | Fundación                | Temporadas | Temporadas Consecutivas | Títulos | 1927 |
| -------------------- | ---------- | ------------------- | --------- | ------------------------ | ---------- | ----------------------- | ------- | ---- |
| Bella Vista          | Montevideo | Parque Olivos       |           | 4 de octubre de 1920     | 3          | 3                       | -       | 10°  |
| Capurro              | Montevideo | Parque Narancio     |           | 31 de octubre de 1914    | 1          | 1                       | -       | 12°  |
| Cerro                | Montevideo | Parque Santa Rosa   |           | 1 de diciembre de 1922   | 1          | 1                       | -       | 13°  |
| Colón                | Montevideo |                     |           | 12 de marzo de 1907      | -          | -                       | -       | -    |
| Defensor             | Montevideo | Parque Ricci        |           | 15 de marzo de 1913      | 4          | 1                       | -       | 6°   |
| Lito                 | Montevideo |                     |           | 1917                     | 5          | 5                       | -       | 9°   |
| Liverpool            | Montevideo |                     |           | 15 de febrero de 1915    | 6          | 6                       | -       | 14°  |
| Misiones             | Montevideo | Parque Chaná        |           | 26 de mayo de 1906       | 2          | 1                       | -       | 7°   |
| Nacional             | Montevideo | Gran Parque Central | 15.000    | 14 de mayo de 1899       | 24         | 24                      | 11      | 3°   |
| Olimpia              | Montevideo | Olimpia Park        |           | 13 de marzo de 1922      | 1          | 1                       | -       | 8°   |
| Peñarol / CURCC      | Montevideo | Estadio Pocitos     | 1.000     | 28 de septiembre de 1891 | 23         | 1                       | 7       | 2°   |
| Racing               | Montevideo |                     |           | 6 de abril de 1919       | 2          | 2                       | -       | 15°  |
| Rampla Juniors       | Montevideo | Parque Nelson       |           | 7 de enero de 1914       | 4          | 4                       | 1       | 1°   |
| Sud América          | Montevideo |                     |           | 15 de febrero de 1914    | 1          | 1                       | -       | 5°   |
| Uruguay Onward       | Montevideo |                     |           |                          | 6          | 6                       | -       | 11º  |
| Montevideo Wanderers | Montevideo | Estadio Belvedere   |           | 15 de agosto de 1902     | 22         | 22                      | 2       | 4°   |

Notas: Los datos estadísticos corresponden a los campeonatos uruguayos oficiales. Las fechas de fundación son las declaradas por cada club. La columna «Estadio» refleja el estadio donde el equipo más veces juega de local, pero no indica que sea su propietario. Véase también: Estadios de fútbol de Uruguay.

## Tabla de posiciones
|  | Pos. | Equipos              |  | PJ | PG | PE | PP | GF | GC | Dif. | Pts. |
|  | ---- | -------------------- |  | -- | -- | -- | -- | -- | -- | ---- | ---- |
|  | 1    | Peñarol              |  | 30 | 20 | 5  | 5  | 66 | 22 | +44  | 45   |
|  | 2    | Rampla Juniors       |  | 30 | 15 | 7  | 8  | 44 | 24 | +20  | 37   |
|  | 3    | Nacional             |  | 30 | 12 | 11 | 7  | 40 | 26 | +14  | 35   |
|  | 4    | Cerro                |  | 30 | 11 | 12 | 7  | 32 | 33 | -1   | 34   |
|  | 5    | Sud América          |  | 30 | 11 | 11 | 8  | 28 | 21 | +7   | 33   |
|  | 6    | Defensor             |  | 30 | 12 | 8  | 10 | 36 | 32 | +4   | 32   |
|  | 7    | Capurro              |  | 30 | 11 | 10 | 9  | 30 | 33 | -3   | 32   |
|  | 8    | Misiones             |  | 30 | 11 | 9  | 10 | 36 | 35 | +1   | 31   |
|  | 9    | Bella Vista          |  | 30 | 11 | 8  | 11 | 35 | 34 | +1   | 30   |
|  | 10   | Colón                |  | 30 | 10 | 9  | 11 | 33 | 43 | -10  | 29   |
|  | 11   | Montevideo Wanderers |  | 30 | 9  | 10 | 11 | 25 | 29 | -4   | 28   |
|  | 12   | Olimpia              |  | 30 | 9  | 10 | 11 | 31 | 44 | -13  | 28   |
|  | 13   | Liverpool            |  | 30 | 8  | 10 | 12 | 30 | 34 | -4   | 26   |
|  | 14   | Uruguay Onward       |  | 30 | 7  | 7  | 16 | 31 | 53 | -22  | 21   |
|  | 15   | Racing               |  | 30 | 7  | 6  | 17 | 33 | 49 | -16  | 20   |
|  | 16   | Lito                 |  | 30 | 5  | 9  | 16 | 32 | 50 | -18  | 19   |

|  | Campeón uruguayo. |
|  | Descienden.       |

|                                           |
| Uruguay                                   |
| Campeón Uruguayo 1928 Peñarol 8.vo título |

### Equipos clasificados

#### Copa Aldao 1928
|   | Equipo  | Clasificación como                   |
| - | ------- | ------------------------------------ |
| 1 | Peñarol | Campeón del Campeonato Uruguayo 1928 |